# Нижневерхоломовский
Нижневерхоломовский — хутор в Орловском районе Ростовской области.
Входит в состав Красноармейского сельского поселения.

## География
На хуторе имеется одна улица — Кошевого.

## Население
| 2010 |
| ---- |
| 81   |